# Xe tăng hạng nặng M6
M6 là một thiết kế xe tăng hạng nặng của Mỹ trong Chiến tranh thế giới thứ hai, nhưng được sản xuất với số lượng ít và chưa từng tham chiến.

## Phát triển

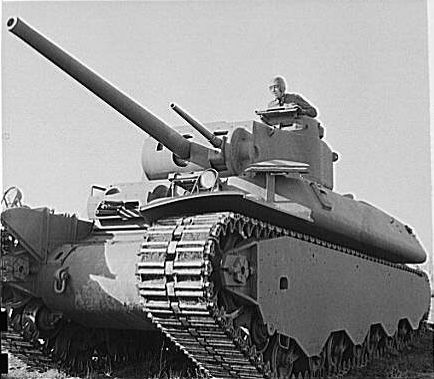
Nguyên mẫu tăng hạng nặng T1, tiền thân của M6

Do ngân sách hạn chế cho việc thiết kế vầ phát triển xe tăng trong những năm cuộc chiến, khi Chiến tranh Thế giới thứ hai bùng nổ, Quân đội Hoa Kỳ lúc đó sở hữu rất ít các loại xe tăng, mặc dù họ đã xem xét việc sử dụng xe tăng ở châu Âu và châu Á. Việc sử dụng thành công các đơn vị thiết giáp trong những năm 1939-40, chủ yếu là Đức Quốc Xã đã châm ngòi cho một số chương trình thiết kế và phát triển xe tăng ở Hoa Kỳ, bao gồm cả tăng hạng nặng. Với việc sở hữu một cơ sở hạ tầng công nghiệp khổng lồ và số lượng lớn các kỹ sư nên đã cho phép sản xuất hàng loạt xe tăng.

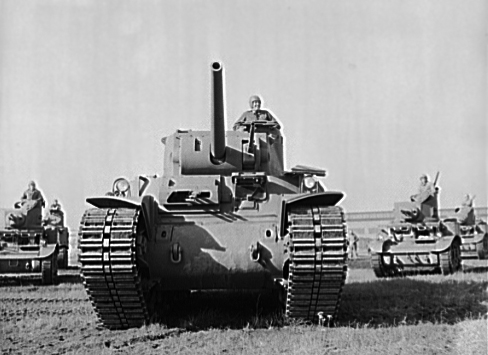
Mặt trước của M6, với một số xe tăng hạng nhẹ M3 Stuart đời đầu ở phía sau

Theo đề xuất của Bộ Trưởng Bộ binh Hoa Kỳ từ tháng 5 năm 1940, Quân đoàn Cơ giới Lục quân Hoa Kỳ bắt đầu nghiên cứu thiết kế xe tăng hạng nặng 50 tấn. Dự án đã được phê duyệt vào tháng 6/1940 và chiếc xe tăng đầu tiên với định danh Xe tăng hạng nặng T1.
Ban đầu, một thiết kế xe tăng đa tháp pháo được đề xuất, với hai tháp pháo chính, mỗi tháp pháo được trang bị pháo T6 cỡ 75 mm (2,95 inch) với sơ tốc đầu nòng thấp, một tháp pháo phụ với một khẩu pháo 37 mm và một súng máy đồng trục .30 cỡ nòng 7,62 mm và một tháp pháo phụ khác với pháo 20 mm và súng máy đồng trục .30 cỡ nòng 7,62 mm. Bốn khẩu súng máy đồng trục .30 sẽ được gắn hai khẩu ở phía trước và hai khẩu ở phía sau thân xe .Thiết kế có phần tương tự về khái niệm với các xe tăng hạng nặng đa tháp pháo được phát triển ở châu Âu trong những năm 1920 và trong suốt những năm 1930, ví dụ như mẫu Vickers A1E1 Independent của Anh năm 1925 và T-35 của Liên Xô vào đầu những năm 1930, mặc dù ở quy mô mạnh hơn nhiều: các thiết kế xe tăng cũ hơn thường được trang bị một khẩu pháo chính hạng nhẹ hoặc cỡ trung bình và nhiều súng máy, và chỉ có áo giáp đủ để bảo vệ khỏi hỏa lực hạng nhẹ. Tuy nhiên, vào cuối thập kỷ này, các nhà phát triển xe tăng châu Âu đã chuyển sang thiết kế một tháp pháo.

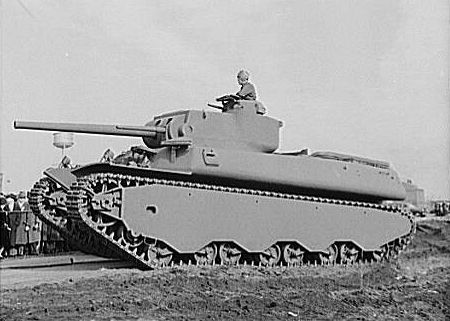
Góc nhìn bên trái của M6

Đến tháng 10, các nhà phát triển Hoa Kỳ có được kết luận tương tự như các đối tác châu Âu của họ. Trang bị vũ khí được thay đổi thành một khẩu pháo cỡ 76,2 mm ổn định theo chiều dọc và một pháo 37 mm đồng trục trong một tháp pháo ba người duy nhất với cả điều khiển bằng tay và bằng điện. Tháp pháo có tháp chỉ huy giống như của xe tăng M3 Lee. Vũ khí trang bị thêm là hai súng máy .50 ở mũi xe (do lái phụ vận hành), hai khẩu súng máy .30 được gắn ở tấm khiên ở phía trước (do lái xe vận hành bằng điện), một khẩu súng máy .30 trên tháp chỉ huy và một khẩu .50 để phòng không.

## Kíp lái
Kíp lái gồm 6 người (Xa trưởng/chỉ huy, pháo thủ,lái xe, hai phụ xe và nạp đạn viên).

## Biến thể
- T1 - Vỏ xe đúc, động cơ dùng bộ truyền động thủy lực. Không có chiếc nào được sản xuất
- T1E1 - Vỏ xe đúc, động cơ dùng bộ truyền động điện General Electric. Phiên bản tiêu chuẩn hóa được đề xuất là M6A2 nhưng không được chấp thuận. 20 chiếc được chế tạo.
- T1E2 / M6 - Vỏ xe đúc, động cơ dùng bộ truyền động biến mô. 8 chiếc được sản xuất.
- T1E3 / M6A1 - Thân xe hàn góc cạnh, động cơ dùng bộ truyền động biến mô. 12 chiếc được sản xuất.
- T1E4 - Vỏ xe hàn, dùng bộ truyền động thủy lực. Bốn động cơ GM sử dụng bộ truyền động thủy lực, bị hủy bỏ năm 1942. Không có chiếc nào được sản xuất.
- M6A2E1 - Phiên bản T1E1 được trang bị tháp pháo mới với pháo T5E1 cỡ 105 mm. Vốn được sử dụng để thử nghiệm hệ thống vũ khí của dự án xe tăng hạng nặng T29. Dự án bị hủy bỏ vào ngày 22 tháng 8 năm 1944. Hai chiếc được chế tạo.

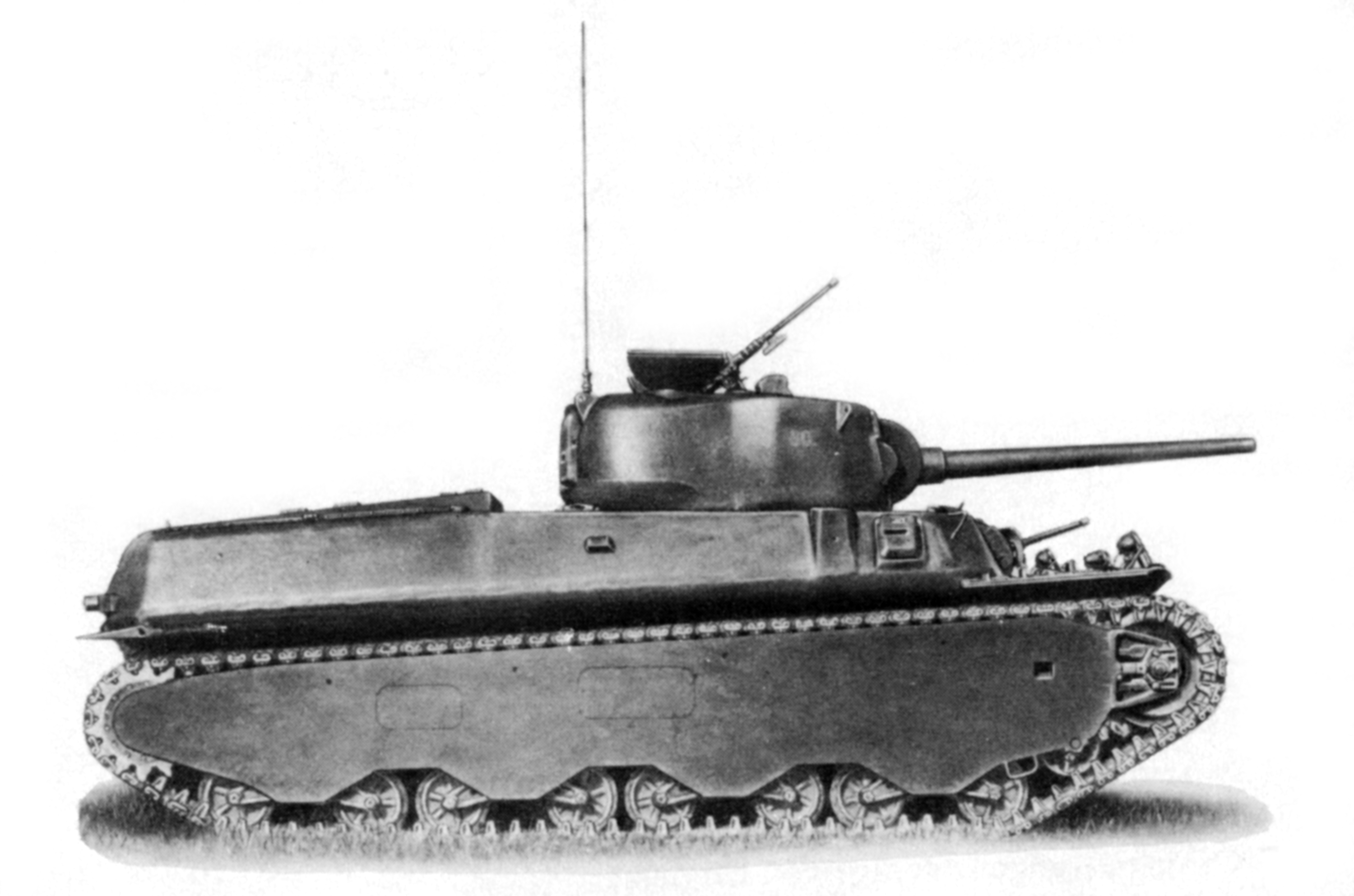
T1E1

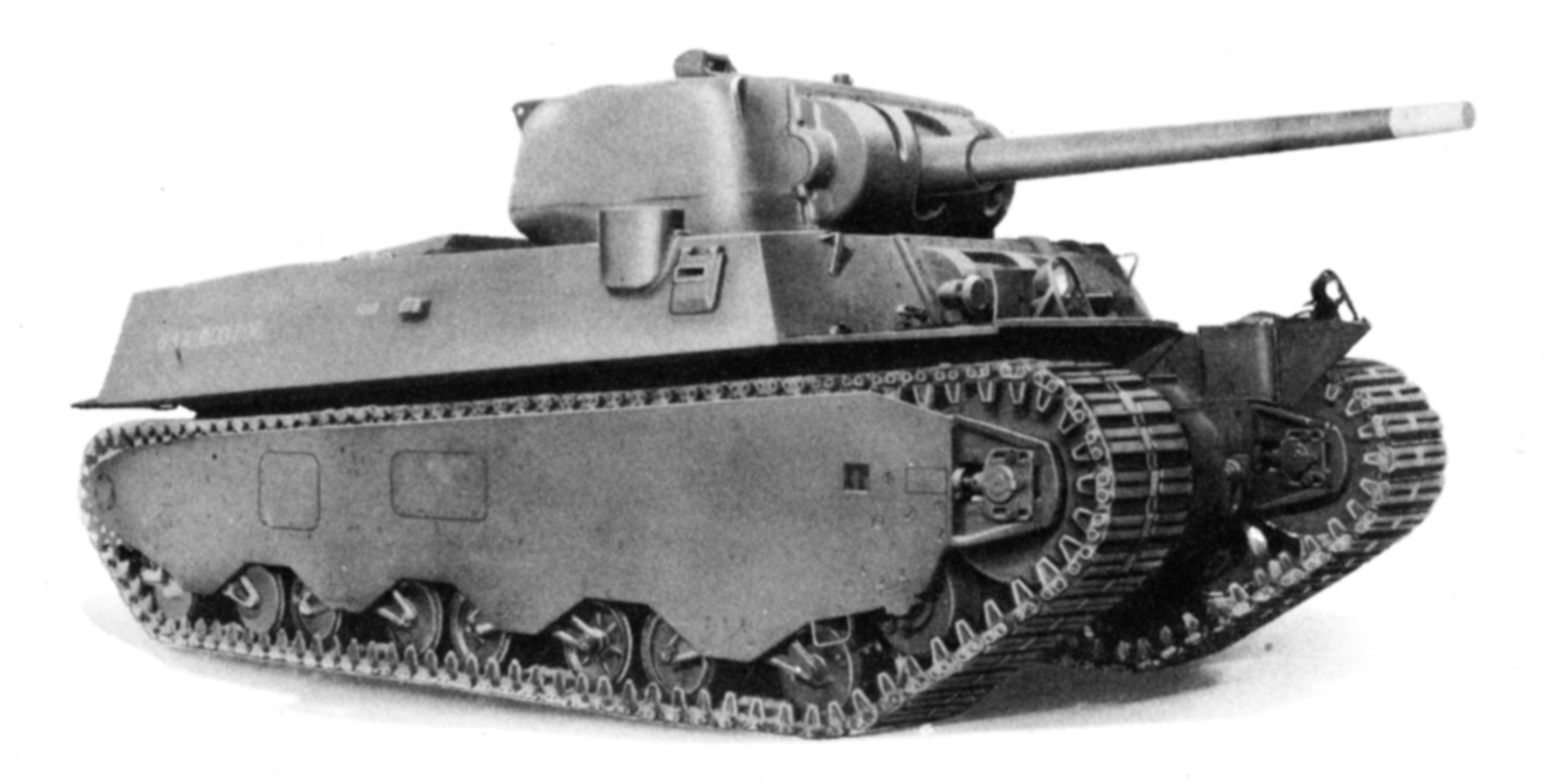
M6A1 với thân xe được hàn góc cạnh

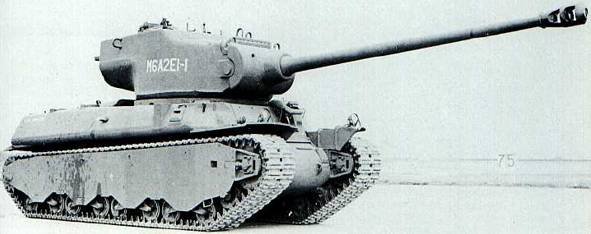
M6A2E1 tại Aberdeen Proving Ground, tháng 6/1945